# Xã Hartford, Quận Licking, Ohio
Xã Hartford (tiếng Anh: Hartford Township) là một xã thuộc quận Licking, tiểu bang Ohio, Hoa Kỳ. Năm 2010, dân số của xã này là 1.431 người.